# Arthur Wontner
Arthur Wontner (21 de janeiro de 1875 — 10 de julho de 1960) foi um ator britânico, mais conhecido por interpretar o detetive mestre Sherlock Holmes, criado pelo escritor Sir Arthur Conan Doyle, em cinco filmes de 1931 a 1937. Estes filmes são:
- The Sleeping Cardinal (1931) é baseado em dois contos de Doyle, "The Final Problem" e "The Adventure of the Empty House"[1][2]
- The Missing Rembrandt (1932) (ainda considerado perdido) baseado no conto "The Adventure of Charles Augustus Milverton"[1][2]
- The Sign of Four (1932)
- The Triumph of Sherlock Holmes (1935) baseado no romance The Valley of Fear[1][3]
- Silver Blaze (1937)[4] baseado no conto "Silver Blaze"[1]

Supostamente, Wonter teria conseguido o papel de Sherlock Holmes, graças ao seu desempenho de imitar o detetive Sexton Blake em uma produção teatral de 1930.
De todos os filmes que Wontner interpretou Sherlock Holmes, The Missing Rembrandt não está mais disponível. Oficialmente, é um filme perdido. É possível obter todos os outros.
Silver Blaze foi nomeado como Murder at the Baskervilles em seu lançamento nos Estados Unidos, a fim de aproveitar ao máximo a publicidade que fora gerado pela versão do filme The Hound of the Baskervilles, de Basil Rathbone. Em muitos aspectos, o filme do Wontner pode ser considerado como continuação, pois está pronto vinte anos após os acontecimentos da mais famosa história.
O filho do Wontners tornou-se hoteleiro conhecido e Lord Mayor of London Sir Hugh Wontner.